# Magnus Löfström
Magnus Löfström, född 1967, är en svensk tidigare sångare och låtskrivare i Players tillsammans med Gustave Lund (Just D). Han har arbetat med artister som Timbuktu, Robyn, Stephen Simmonds med flera. Han har samarbetat med kompositörer och producenter som Per Magnusson och Andreas Carlsson.